# Corbola
Corbola is een gemeente in de Italiaanse provincie Rovigo (regio Veneto) en telt 2634 inwoners (31-12-2004). De oppervlakte bedraagt 18,4 km², de bevolkingsdichtheid is 143 inwoners per km².

## Demografie
Corbola telt ongeveer 1002 huishoudens. Het aantal inwoners steeg in de periode 1991-2001 met 0,6% volgens cijfers uit de tienjaarlijkse volkstellingen van ISTAT.
| Jaar | Inwoneraantal |
| ---- | ------------- |
| 1991 | 2630          |
| 2001 | 2645          |

## Geografie
Corbola grenst aan de volgende gemeenten: Adria, Ariano nel Polesine, Papozze, Taglio di Po.